# Liriomyza concepcionensis
Liriomyza concepcionensis är en tvåvingeart som beskrevs av Spencer 1982. Liriomyza concepcionensis ingår i släktet Liriomyza och familjen minerarflugor. Inga underarter finns listade i Catalogue of Life.